# Morti nel 1832
| Questa pagina contiene informazioni ricavate automaticamente dalle voci biografiche con l'ausilio del template Bio e di un bot. L'aggiornamento è periodico e automatico e ricostruisce completamente la pagina. Se manca una persona in questa lista, sei pregato di non aggiungerla, ma accertati piuttosto che la sua voce biografica contenga il template Bio e che i dati anagrafici siano correttamente compilati. Se il template Bio manca, inseriscilo tu stesso o, in alternativa, metti l'avviso {{tmp\|Bio}} che ne segnala la mancanza. Se i dati riportati sono sbagliati, correggi direttamente la voce biografica; le modifiche saranno visibili in questa lista entro pochi giorni. Per chiarimenti vedi il progetto biografie. La lista contiene solo le 197 persone che sono citate nell'enciclopedia e per le quali è stato implementato correttamente il template Bio. Pagina aggiornata al 31 ago 2024. |

## Gennaio(11)
- 2 gennaio - Girolamo Murari dalla Corte, letterato italiano (n. 1747)
- 11 gennaio - Jean-Claude Naigeon, pittore francese (n. 1753)
- 21 gennaio - Bohuslav Tablic, poeta, traduttore e pastore protestante slovacco (n. 1769)
- 22 gennaio - Mary Ludwig Hays McCauley, patriota statunitense (n. 1744)
- 26 gennaio - Alexander Cochrane, ammiraglio scozzese (n. 1758)
- 27 gennaio - Andrew Bell, prete scozzese (n. 1753)
- 28 gennaio - Augustin Daniel Belliard, generale francese (n. 1769)
- 29 gennaio - Bonaventura Gazola, cardinale e vescovo cattolico italiano (n. 1744)
- 30 gennaio - David August von Apell, compositore tedesco (n. 1754)
- 30 gennaio - Simon Heinrich Gondela, giurista tedesco (n. 1765)
- 30 gennaio - Artur Stanisław Potocki, nobile e ufficiale polacco (n. 1787)

## Febbraio(10)
- 3 febbraio - George Crabbe, poeta inglese (n. 1754)
- 4 febbraio - Raffaele Mazio, cardinale italiano (n. 1765)
- 4 febbraio - François-Xavier-Marc-Antoine de Montesquiou-Fézensac, politico francese (n. 1757)
- 5 febbraio - Cesare Guerrieri Gonzaga, cardinale italiano (n. 1749)
- 9 febbraio - Christian von Haugwitz, giurista, politico e diplomatico prussiano (n. 1752)
- 16 febbraio - Tommaso Ferrero della Marmora, generale italiano (n. 1768)
- 20 febbraio - John White, chirurgo e botanico irlandese (n. 1756)
- 22 febbraio - Asensio Julià, pittore spagnolo (n. 1760)
- 25 febbraio - Giuseppe Boerio, funzionario, magistrato e giurista italiano (n. 1754)
- 28 febbraio - Luigi Chiarini, presbitero e orientalista italiano (n. 1789)

## Marzo(15)
- 2 marzo - Jean-Baptiste-Denis Despré, giornalista, librettista e drammaturgo francese (n. 1752)
- 4 marzo - Jean-François Champollion, archeologo e egittologo francese (n. 1790)
- 4 marzo - Diego Naselli, ammiraglio e politico italiano (n. 1754)
- 10 marzo - Muzio Clementi, compositore, pianista e editore italiano (n. 1752)
- 12 marzo - Friedrich Kuhlau, compositore e pianista tedesco (n. 1786)
- 13 marzo - Aleksander Orłowski, pittore, litografo e incisore polacco (n. 1777)
- 14 marzo - Claude-François de Thiollaz, vescovo cattolico francese (n. 1752)
- 16 marzo - Anton Reinhard Falck, politico olandese (n. 1777)
- 17 marzo - Luisa Granito, poetessa e patriota italiana (n. 1769)
- 22 marzo - Johann Wolfgang von Goethe, scrittore, poeta e drammaturgo tedesco (n. 1749)
- 24 marzo - Maria Anna Carolina di Sassonia, sovrana italiana (n. 1799)
- 26 marzo - Corentin-Urbain Leissègues, ammiraglio francese (n. 1758)
- 29 marzo - Maria Teresa d'Austria-Este, nobildonna (n. 1773)
- 30 marzo - Stephen Groombridge, astronomo britannico (n. 1755)
- 30 marzo - Dora Stock, artista tedesca (n. 1760)

## Aprile(13)
- 2 aprile - Ottavio Zollio, vescovo cattolico italiano (n. 1760)
- 3 aprile - Jean-Baptiste Gaye, politico francese (n. 1778)
- 6 aprile - Giustina Renier Michiel, scrittrice italiana (n. 1755)
- 8 aprile - Otto Henrik Nordenskiöld, ammiraglio svedese (n. 1747)
- 11 aprile - Emmanuel-Étienne Du Villard de Durand, economista svizzero (n. 1755)
- 13 aprile - Jacques Augustin, pittore francese (n. 1759)
- 16 aprile - Justus Christian Loder, chirurgo e anatomista tedesco (n. 1753)
- 18 aprile - Angelo Cesaris, gesuita e astronomo italiano (n. 1749)
- 19 aprile - André Laugier, chimico, farmacista e mineralogista francese (n. 1770)
- 22 aprile - Luigi Castiglioni, botanico e politico italiano (n. 1757)
- 22 aprile - Guillaume Guillon Lethière, pittore francese (n. 1760)
- 23 aprile - Ludwig Julius Caspar Mende, ginecologo tedesco (n. 1779)
- 24 aprile - Friedrich Gottlob Hayne, botanico e farmacista tedesco (n. 1763)

## Maggio(20)
- 1º maggio - Mathieu-Augustin Cornet, politico francese (n. 1750)
- 2 maggio - Pierre-Yves Barré, commediografo e paroliere francese (n. 1749)
- 2 maggio - Antonio Francesco Campana, fisico e medico italiano (n. 1751)
- 9 maggio - Camillo II Borghese, nobile italiano (n. 1775)
- 13 maggio - Georges Cuvier, biologo e naturalista francese (n. 1769)
- 14 maggio - Edward Dodwell, pittore e viaggiatore irlandese (n. 1767)
- 15 maggio - Louise Elisabeth de Croÿ, scrittrice francese (n. 1749)
- 15 maggio - Carl Friedrich Zelter, compositore, direttore d'orchestra e scrittore tedesco (n. 1758)
- 16 maggio - Cesare Lucchesini, scrittore italiano (n. 1756)
- 16 maggio - Casimir Pierre Périer, politico e banchiere francese (n. 1777)
- 18 maggio - Bonifazio Asioli, compositore italiano (n. 1769)
- 18 maggio - José Joaquín Ferrer, astronomo, cartografo e matematico spagnolo (n. 1763)
- 19 maggio - Salvatore Sforza Cesarini, VII principe di Genzano, principe italiano (n. 1798)
- 22 maggio - Maria Carolina Ferdinanda d'Asburgo-Lorena, nobile austriaca (n. 1801)
- 22 maggio - Pierre-Antoine-Augustin de Piis, drammaturgo francese (n. 1755)
- 26 maggio - Jean-René Guitter detto Saint-Martin, ufficiale francese (n. 1772)
- 27 maggio - Jacques-Joseph de Cathelineau, ufficiale francese (n. 1787)
- 29 maggio - Johann Michael Sailer, teologo e vescovo cattolico tedesco (n. 1751)
- 31 maggio - Évariste Galois, matematico francese (n. 1811)
- 31 maggio - Carl Constantin Christian Haberle, botanico, meteorologo e farmacologo austriaco (n. 1764)

## Giugno(19)
- 1º giugno - Alphonse de Beauchamp, storico francese (n. 1769)
- 1º giugno - Jean Maximilien Lamarque, generale francese (n. 1770)
- 1º giugno - Thomas Sumter, politico e generale statunitense (n. 1734)
- 3 giugno - Jean-Pierre Abel-Rémusat, orientalista, bibliotecario e sinologo francese (n. 1788)
- 5 giugno - Kaʻahumanu, regina (n. 1768)
- 6 giugno - Jeremy Bentham, filosofo, giurista e economista inglese (n. 1748)
- 9 giugno - Friedrich von Gentz, politico e diplomatico prussiano (n. 1764)
- 9 giugno - Franz Joseph Saurau, politico e diplomatico austriaco (n. 1760)
- 9 giugno - Semën Romanovič Voroncov, politico e diplomatico russo (n. 1744)
- 10 giugno - Manuel García, tenore, compositore e impresario teatrale spagnolo (n. 1775)
- 12 giugno - François-Jean Bralle, architetto e ingegnere francese (n. 1750)
- 12 giugno - Gian Estore Martinengo Colleoni, militare e diplomatico italiano (n. 1763)
- 12 giugno - Nikolaus Simrock, cornista e editore tedesco (n. 1751)
- 13 giugno - Giuseppe Lacedelli, pittore italiano (n. 1774)
- 15 giugno - René Richard Louis Castel, poeta, naturalista e politico francese (n. 1750)
- 17 giugno - Salvatore Fighera, compositore italiano (n. 1771)
- 21 giugno - Amalia d'Assia-Darmstadt, nobildonna (n. 1754)
- 24 giugno - Nicolas-Marie Gatteaux, medaglista e scultore francese (n. 1751)
- 26 giugno - Gaetano Santangelo, burattinaio italiano (n. 1782)

## Luglio(16)
- 2 luglio - Charles-François-Jean-Baptiste Moreau de Commagny, drammaturgo, librettista e cantautore francese (n. 1783)
- 3 luglio - Manuel de Mier y Terán, generale messicano (n. 1789)
- 5 luglio - Andreas O'Reilly von Ballinlough, generale austriaco (n. 1742)
- 6 luglio - José de la Serna e Hinojosa, generale spagnolo (n. 1770)
- 7 luglio - Francesco Asdrubali, medico e chirurgo italiano (n. 1756)
- 16 luglio - Adrien-Hubert Brué, esploratore e cartografo francese (n. 1786)
- 20 luglio - François Joseph Bouvet de Précourt, ammiraglio francese (n. 1753)
- 22 luglio - Napoleone II di Francia,  francese (n. 1811)
- 23 luglio - Elizaveta Aleksandrovna Čerkasova, nobildonna russa (n. 1761)
- 23 luglio - Antoine Portal, medico e anatomista francese (n. 1742)
- 24 luglio - Henry Dillon, XIII visconte Dillon, politico e scrittore irlandese (n. 1777)
- 26 luglio - Éléonore Duplay,  francese (n. 1768)
- 26 luglio - Stephanie Dominikovna Radziwill, nobildonna polacca (n. 1809)
- 28 luglio - Antonio Pitaro, medico e scienziato italiano (n. 1767)
- 28 luglio - Rocco Torricelli, pittore svizzero (n. 1744)
- 30 luglio - Jean-Antoine Chaptal, chimico francese (n. 1756)

## Agosto(14)
- 4 agosto - Étienne-Jean-François Borderies, vescovo cattolico, teologo e letterato francese (n. 1764)
- 4 agosto - Franz Seraph von Orsini-Rosenberg, generale austriaco (n. 1761)
- 5 agosto - Demetrio Ypsilanti, patriota e generale greco (n. 1793)
- 9 agosto - Abdul Rahman Muazzam Shah di Johor, sovrano malese
- 9 agosto - Giuseppe Curcio, compositore italiano (n. 1752)
- 11 agosto - Claude-Antoine Prieur-Duvernois, ingegnere e politico francese (n. 1763)
- 12 agosto - Giovanni Battista Zannoni, presbitero, letterato e archeologo italiano (n. 1774)
- 17 agosto - Pierre Daumesnil, generale francese (n. 1776)
- 23 agosto - Johann Georg Wagler, zoologo tedesco (n. 1800)
- 24 agosto - Nicolas Léonard Sadi Carnot, fisico, ingegnere e matematico francese (n. 1796)
- 25 agosto - Louis Jean-Baptiste Chéret, artista e incisore francese (n. 1760)
- 27 agosto - Giovanni Battista Palletta, medico italiano (n. 1748)
- 31 agosto - Antoine-Léonard Chézy, linguista e traduttore francese (n. 1773)
- 31 agosto - Everard Home, chirurgo, anatomista e paleontologo britannico (n. 1756)

## Settembre(14)
- 2 settembre - Franz Xaver von Zach, astronomo ungherese (n. 1754)
- 5 settembre - John Ferguson, politico statunitense (n. 1777)
- 5 settembre - Johann Gottfried Langermann, psichiatra tedesco (n. 1768)
- 5 settembre - Sigismondo Nappi, pittore italiano (n. 1804)
- 6 settembre - Charles Meynier, pittore francese (n. 1768)
- 9 settembre - Charles Mathieu Isidore Decaen, generale francese (n. 1769)
- 9 settembre - Bernhard Klein, compositore tedesco (n. 1793)
- 13 settembre - Nezumi Kozō (n. 1797)
- 16 settembre - Alured Clarke, militare e politico britannico (n. 1744)
- 17 settembre - Francesco Carelli, numismatico, archeologo e antiquario italiano (n. 1758)
- 19 settembre - Juan Domingo de Monteverde, generale spagnolo (n. 1773)
- 21 settembre - Walter Scott, scrittore e poeta scozzese (n. 1771)
- 27 settembre - Karl Krause, filosofo tedesco (n. 1781)
- 28 settembre - Anton Maria Lamberti, scrittore e poeta italiano (n. 1757)

## Ottobre(11)
- 6 ottobre - Benedetto Naro, cardinale italiano (n. 1744)
- 7 ottobre - Pierre-Athanase Chauvin, pittore francese (n. 1774)
- 12 ottobre - John Clark, politico e generale statunitense (n. 1766)
- 12 ottobre - Ivan Alekseevič Gagarin, politico, nobile e militare russo (n. 1771)
- 14 ottobre - Heinrich Meyer, pittore e critico d'arte svizzero (n. 1760)
- 14 ottobre - Elena Nikitična Trubeckaja, nobildonna russa (n. 1745)
- 18 ottobre - Vito Fedeli, patriota italiano (n. 1798)
- 20 ottobre - Pietro Buratti, poeta italiano (n. 1772)
- 28 ottobre - Jacques Mathieu Delpech, medico francese (n. 1777)
- 30 ottobre - Hyacinthe Hervouët de La Robrie, generale francese (n. 1771)
- 31 ottobre - Antonio Scarpa, medico, chirurgo e anatomista italiano (n. 1752)

## Novembre(15)
- 3 novembre - John Leslie, matematico e fisico scozzese (n. 1766)
- 3 novembre - Nicolao Sottile, presbitero e scrittore italiano (n. 1751)
- 4 novembre - Bernhard Friedrich Thibaut, matematico tedesco (n. 1775)
- 8 novembre - Pietro Generali, compositore italiano (n. 1773)
- 10 novembre - Johann Gaspar Spurzheim, medico tedesco (n. 1776)
- 12 novembre - José Matías Delgado, politico e presbitero salvadoregno (n. 1767)
- 12 novembre - Barnaba Oriani, presbitero, matematico e astronomo italiano (n. 1752)
- 12 novembre - François Étienne de Rosily-Mesros, ammiraglio francese (n. 1748)
- 14 novembre - Charles Carroll, politico statunitense (n. 1737)
- 14 novembre - Rasmus Christian Rask, linguista e glottologo danese (n. 1787)
- 15 novembre - Jean-Baptiste Say, economista francese (n. 1767)
- 16 novembre - Giovanni Vincenzo Auna, magistrato italiano (n. 1756)
- 17 novembre - Luigi Ruffo Scilla, cardinale e arcivescovo cattolico italiano (n. 1750)
- 21 novembre - Edward F. Tattnall, politico statunitense (n. 1788)
- 29 novembre - Karl Asmund Rudolphi, fisiologo, zoologo e biologo svedese (n. 1771)

## Dicembre(13)
- 12 dicembre - Girolamo Bagnasco, scultore italiano (n. 1759)
- 12 dicembre - Andrea Nozzari, tenore italiano (n. 1776)
- 15 dicembre - Ambrogio Maria Ghilini, nobile, generale e botanico italiano (n. 1756)
- 17 dicembre - Henry Blackwood, ammiraglio britannico (n. 1770)
- 17 dicembre - Francesco Luigi Gonzaga, nobile (n. 1763)
- 18 dicembre - Philip Freneau, poeta statunitense (n. 1752)
- 19 dicembre - Augustus Charles Pugin, architetto e disegnatore francese
- 21 dicembre - Luca Peroni, archivista italiano (n. 1745)
- 25 dicembre - Stefano Borson, presbitero, mineralogista e paleontologo italiano (n. 1758)
- 26 dicembre - Johann Heinrich Füssli, storico, politico e editore svizzero (n. 1745)
- 28 dicembre - Henry Conyngham, I marchese di Conyngham, nobile e politico britannico (n. 1766)
- 29 dicembre - Johann Friedrich Cotta, editore e politico tedesco (n. 1764)
- 31 dicembre - Adelaide Malanotte, contralto italiano (n. 1785)

## Senza giorno specificato(26)
- Agatangelo I di Costantinopoli, arcivescovo ortodosso greco (n. 1769)
- Barthélémy Aréna, politico francese (n. 1753)
- Philibert Borie, medico e politico francese (n. 1759)
- Henry Boyd, letterato e traduttore irlandese (n. 1750)
- Pedro Campbell, militare e marinaio irlandese (n. 1782)
- Alexandre Henri Gabriel de Cassini, botanico e naturalista francese (n. 1781)
- Nicola De Laurentiis, pittore italiano (n. 1783)
- Hedvig Ulrika De la Gardie, nobildonna svedese (n. 1761)
- Philibert-Louis Debucourt, pittore e incisore francese (n. 1755)
- Luigi Del Buono, attore teatrale italiano (n. 1751)
- Rodolfo Fantuzzi, pittore italiano (n. 1779)
- David Fisher, attore teatrale inglese (n. 1760)
- James Hall, geologo scozzese (n. 1761)
- Marie-Jeanne Amélie Harlay, astronoma e scienziata francese (n. 1768)
- Joseph Hippolyte de Santo Domingo, storico e viaggiatore francese (n. 1785)
- József Koller, presbitero ungherese (n. 1745)
- Rita Luna, attrice teatrale spagnola (n. 1770)
- James Mackintosh, storico scozzese (n. 1765)
- Silvio Moretti, patriota italiano (n. 1772)
- Ghazi Mullah, imam, politico e guerrigliero russo (n. 1795)
- Hiyya Pontremoli, poeta, rabbino e scrittore turco
- Ignacio López Rayón, rivoluzionario messicano (n. 1773)
- Francesco Saverio Salfi, letterato, politico e librettista italiano (n. 1759)
- Kondratij Selivanov, religioso russo (n. 1730)
- Domenico Sestini, archeologo e numismatico italiano (n. 1750)
- Bernardo Tacca, scultore italiano (n. 1794)